# بیمارستان آموزشی باتیکالوا
بیمارستان آموزشی باتیکالوا (به انگلیسی: Batticaloa Teaching Hospital) بیمارستانی عمومی در شهر باتیکالوا کشور سری‌لانکا است که ۹۰۰ تخت دارد.